# Élections législatives de 1988 dans l'Aube
Les élections législatives françaises de 1988  se déroulent les 5 et 12 juin 1988. Dans le département de l'Aube, trois députés sont à élire dans le cadre de trois circonscriptions.

## Élus
| Circonscription | Député sortant        | Parti                 | Parti                 | Député élu ou réélu | Parti | Parti    |
| --------------- | --------------------- | --------------------- | --------------------- | ------------------- | ----- | -------- |
| 1re             | Scrutin proportionnel | Scrutin proportionnel | Scrutin proportionnel | Pierre Micaux       |       | UDF (AD) |
| 2e              | Scrutin proportionnel | Scrutin proportionnel | Scrutin proportionnel | Robert Galley       |       | RPR      |
| 3e              | Scrutin proportionnel | Scrutin proportionnel | Scrutin proportionnel | Michel Cartelet     |       | PS       |

## Positionnement des partis
L'UDF et le RPR se présentent unis sous l'étiquette « Union du Rassemblement et du Centre » tandis que les candidats du Parti socialiste se rangent sous la bannière de la « Majorité présidentielle pour la France unie », slogan de la campagne présidentielle de François Mitterrand.

## Résultats

### Résultats à l'échelle du département
| Parti          | Parti                               | Premier tour | Premier tour | Second tour | Second tour | Sièges |
| Parti          | Parti                               | Voix         | %            | Voix        | %           | Sièges |
| -------------- | ----------------------------------- | ------------ | ------------ | ----------- | ----------- | ------ |
|                | Union pour la démocratie française  | 32 803       | 26,80        | 44 810      | 33,44       | 1      |
|                | Rassemblement pour la République    | 20 825       | 17,02        | 25 229      | 18,83       | 1      |
|                | Divers droite                       | 1 507        | 1,23         |             |             | 0      |
|                | Union du Rassemblement et du Centre | 55 135       | 45,05        | 70 039      | 52,26       | 2      |
|                |                                     |              |              |             |             |        |
|                | Parti socialiste                    | 38 877       | 31,77        | 63 977      | 47,74       | 1      |
|                | Divers gauche (Maj. prés.)          | 1 994        | 1,63         |             |             | 0      |
|                | La France unie                      | 40 871       | 33,40        | 63 977      | 47,74       | 1      |
|                |                                     |              |              |             |             |        |
|                | Parti communiste français           | 13 049       | 10,66        |             |             | 0      |
|                | Front national                      | 10 581       | 8,65         | 0           |             |        |
|                | Divers écologiste                   | 1 718        | 1,40         | 0           |             |        |
|                | Parti ouvrier européen              | 1 029        | 0,84         | 0           |             |        |
|                |                                     |              |              |             |             |        |
| Inscrits       | Inscrits                            | 192 385      | 100,00       | 192 374     | 100,00      | 3      |
| Abstentions    | Abstentions                         | 67 454       | 35,06        | 54 924      | 28,55       |        |
| Votants        | Votants                             | 124 931      | 64,94        | 137 450     | 71,45       |        |
| Blancs et nuls | Blancs et nuls                      | 2 548        | 2,04         | 3 434       | 2,5         |        |
| Exprimés       | Exprimés                            | 122 383      | 97,96        | 134 016     | 97,5        |        |

### Résultats par circonscription

#### Première circonscription (Troyes - Bar-sur-Aube)
| Candidat       | Candidat                    | Parti          | Premier tour | Premier tour | Second tour | Second tour |  |
| Candidat       | Candidat                    | Parti          | Voix         | %            | Voix        | %           |  |
| -------------- | --------------------------- | -------------- | ------------ | ------------ | ----------- | ----------- |  |
|                | Pierre Micaux sortant réélu | UDF (AD) (URC) | 16 124       | 45,92        | 20 986      | 54,66       |  |
|                | Marc Bret                   | PS             | 10 486       | 29,86        | 17 405      | 45,34       |  |
|                | Marie-Noëlle Lhomme         | PCF            | 3 368        | 9,59         |             |             |  |
|                | Bruno Subtil                | FN             | 3 199        | 9,11         |             |             |  |
|                | Anna Zajac                  | Divers droite  | 1 507        | 4,29         |             |             |  |
|                | Jean-Claude Aviat           | POE            | 432          | 1,23         |             |             |  |
|                |                             |                |              |              |             |             |  |
| Inscrits       | Inscrits                    | Inscrits       | 54 921       | 100,00       | 54 923      | 100,00      |  |
| Abstentions    | Abstentions                 | Abstentions    | 18 978       | 34,56        | 15 523      | 28,26       |  |
| Votants        | Votants                     | Votants        | 35 943       | 65,44        | 39 400      | 71,74       |  |
| Blancs et nuls | Blancs et nuls              | Blancs et nuls | 827          | 2,3          | 1 009       | 2,56        |  |
| Exprimés       | Exprimés                    | Exprimés       | 35 116       | 97,7         | 38 391      | 97,44       |  |

#### Deuxième circonscription (Troyes - Bar-sur-Seine)
| Candidat       | Candidat                    | Parti          | Premier tour | Premier tour | Second tour | Second tour |  |
| Candidat       | Candidat                    | Parti          | Voix         | %            | Voix        | %           |  |
| -------------- | --------------------------- | -------------- | ------------ | ------------ | ----------- | ----------- |  |
|                | Robert Galley sortant réélu | RPR (URC)      | 20 825       | 47,61        | 25 229      | 53,05       |  |
|                | Jean Weinling               | PS             | 15 698       | 35,89        | 22 330      | 46,95       |  |
|                | Jean Lefèvre                | PCF            | 3 526        | 8,06         |             |             |  |
|                | René Francisci              | FN             | 3 289        | 7,52         |             |             |  |
|                | Guy Guénin                  | POE            | 404          | 0,92         |             |             |  |
|                |                             |                |              |              |             |             |  |
| Inscrits       | Inscrits                    | Inscrits       | 66 715       | 100,00       | 66 708      | 100,00      |  |
| Abstentions    | Abstentions                 | Abstentions    | 22 103       | 33,13        | 18 047      | 27,05       |  |
| Votants        | Votants                     | Votants        | 44 612       | 66,87        | 48 661      | 72,95       |  |
| Blancs et nuls | Blancs et nuls              | Blancs et nuls | 870          | 1,95         | 1 102       | 2,26        |  |
| Exprimés       | Exprimés                    | Exprimés       | 43 742       | 98,05        | 47 559      | 97,74       |  |

#### Troisième circonscription (Nogent-sur-Seine)
| Candidat       | Candidat                      | Parti             | Premier tour | Premier tour | Second tour | Second tour |  |
| Candidat       | Candidat                      | Parti             | Voix         | %            | Voix        | %           |  |
| -------------- | ----------------------------- | ----------------- | ------------ | ------------ | ----------- | ----------- |  |
|                | Alain Coillot                 | UDF (Rad) (URC)   | 16 679       | 38,32        | 23 824      | 49,57       |  |
|                | Michel Cartelet sortant réélu | PS                | 12 693       | 29,16        | 24 242      | 50,43       |  |
|                | Georges Didier                | PCF               | 6 155        | 14,14        |             |             |  |
|                | Cendrine de La Rivière        | FN                | 4 093        | 9,4          |             |             |  |
|                | Gérard Croizier               | Divers gauche     | 1 994        | 4,58         |             |             |  |
|                | Jacques Châtelain             | Divers écologiste | 1 718        | 3,95         |             |             |  |
|                | Emmanuel Grenier              | POE               | 193          | 0,44         |             |             |  |
|                |                               |                   |              |              |             |             |  |
| Inscrits       | Inscrits                      | Inscrits          | 70 749       | 100,00       | 70 743      | 100,00      |  |
| Abstentions    | Abstentions                   | Abstentions       | 26 373       | 37,28        | 21 354      | 30,19       |  |
| Votants        | Votants                       | Votants           | 44 376       | 62,72        | 49 389      | 69,81       |  |
| Blancs et nuls | Blancs et nuls                | Blancs et nuls    | 851          | 1,92         | 1 323       | 2,68        |  |
| Exprimés       | Exprimés                      | Exprimés          | 43 525       | 98,08        | 48 066      | 97,32       |  |